# Бегетрія
Беге́трія — вільна селянська громада в середньовічній Кастилії. «Бегетрія між родичами» мала право вибору сеньйора в межах одного знатного роду, «бегетрія від моря до моря» — на території усієї країни.
Були поширеними у Кастилія і Леоні головним чином в часи Реконкісти, коли ополчення бегетрій були значною військовою силою. Права та привілеї бегетрій фіксувалися у фуерос — хартіях поселень. За наказом короля або сеньйора члени бегетрій були зобов'язані до військової служби під час війни. Вони обкладалися порівняно помірними податками та повинностями щодо власного сеньйора, який надавав їм військовий захист. З кінцем Ренконкісти, через загальний наступ феодалів на права селян, бегетрії почали занепадати та поступово зникати.